# Queen Bee (jornal)

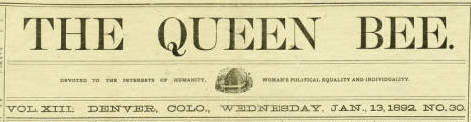
Capa do jornal Queen Bee, 13 de janeiro de 1892

Queen Bee, anteriormente conhecido como The Colorado Antelope foi um jornal americano dedicado aos direitos das mulheres. O jornal foi fundado por Caroline Nichols Churchill em Denver em 1879. The Antelope saiu mensalmente até 1882, quando Churchill mudou para um formato semanal, alterando a nomenclatura do jornal para Queen Bee. O periódico era popular e foi elogiado por Susan B. Anthony. Ambos os jornais abordaram várias questões, incluindo sufrágio feminino, raça, e tiveram um forte posicionamento a favor do feminismo. Churchill continuou a publicar o jornal até alguns meses antes de morrer em 1926.

## História

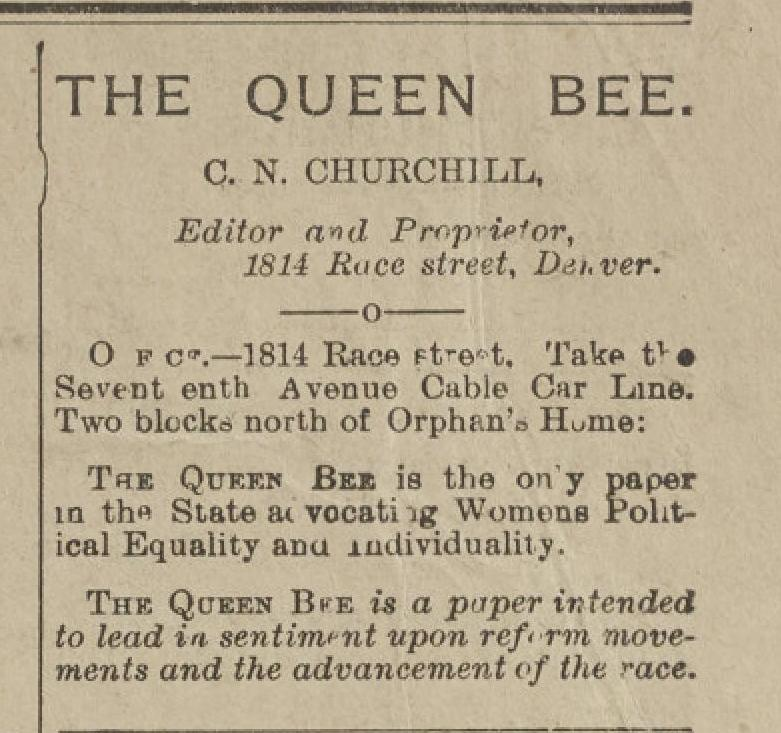
A Qeen Bee foi "dedicada aos interesses da humanidade, igualdade política e individualidade da mulher" (cabeçalho). Esta edição, "número 10" provavelmente foi emitida na primeira década do século XX, após a cessação de sua publicação semanal antes de 1895

Caroline Nichols Churchill fundou The Colorado Antelope em Denver em 1879. O jornal foi publicado com seu próprio dinheiro em 386 Holladay Street e a primeira edição saiu em outubro. Ela escreveu o jornal para as mulheres e tinha uma pequena equipe composta por mulheres. Churchill até viajou sozinha pelas regiões fronteiriças para vender o jornal. Ela escolheu o nome porque sentiu que os antílopes estavam "vivos, ativos e difíceis de derrubar". O lema do jornal era "Venha, vamos raciocinar juntos". The Colorado Antelope foi publicado mensalmente até 1882.
O Queen Bee estreou em 5 de julho de 1882 e foi publicado semanalmente. Naquele ano, o jornal teve uma circulação de cerca de 2 500 leitores. Churchill viajou por todo a Região Oeste dos Estados Unidos para divulgar o jornal e reunir notícias sobre as quais escrever. Churchill continuou a publicar o jornal até 1926, alguns meses antes de morrer.

## Conteúdo
The Colorado Antelope era um jornal de três colunas que era vendido por 1,50 dólares por ano. O título do jornal dizia "Dedicado aos Interesses da Humanidade, Igualdade Política e Individualidade da Mulher". A Queen Bee tinha um formato incomum com a primeira página do papel preenchida com epigramas e lemas na coluna da esquerda. Churchill também acrescentou poemas e histórias em todas as notícias que imprimiu. Ambos os jornais foram vendidos para assinantes e também em livrarias em Denver.
Ambos os jornais expressaram a filosofia de Churchill de direitos iguais para as mulheres. O feminismo vocal de Churchill foi expresso no jornal. O jornal promoveu o trabalho das mulheres nos negócios e instou os leitores em Denver a boicotar os negócios que maltratavam as mulheres. Seus papéis eram a favor do sufrágio feminino. Ela também escreveu uma coluna de conselhos sobre vários tópicos para mulheres jovens. Churchill também abordou questões de raça e muitas vezes apoiava grupos minoritários, como imigrantes chineses-americanos, embora apoiasse menos várias tribos nativas americanas.

## Recepção
Ambos os jornais foram criticados pela comunidade. No entanto, eles também eram muito populares entre as leitoras e alguns homens. Uma mulher escreveu: "Eu não poderia passar sem o seu papel." Susan B. Anthony elogiou o Colorado Antelope em 1881.